# Fiestas de la Santísima y Vera Cruz

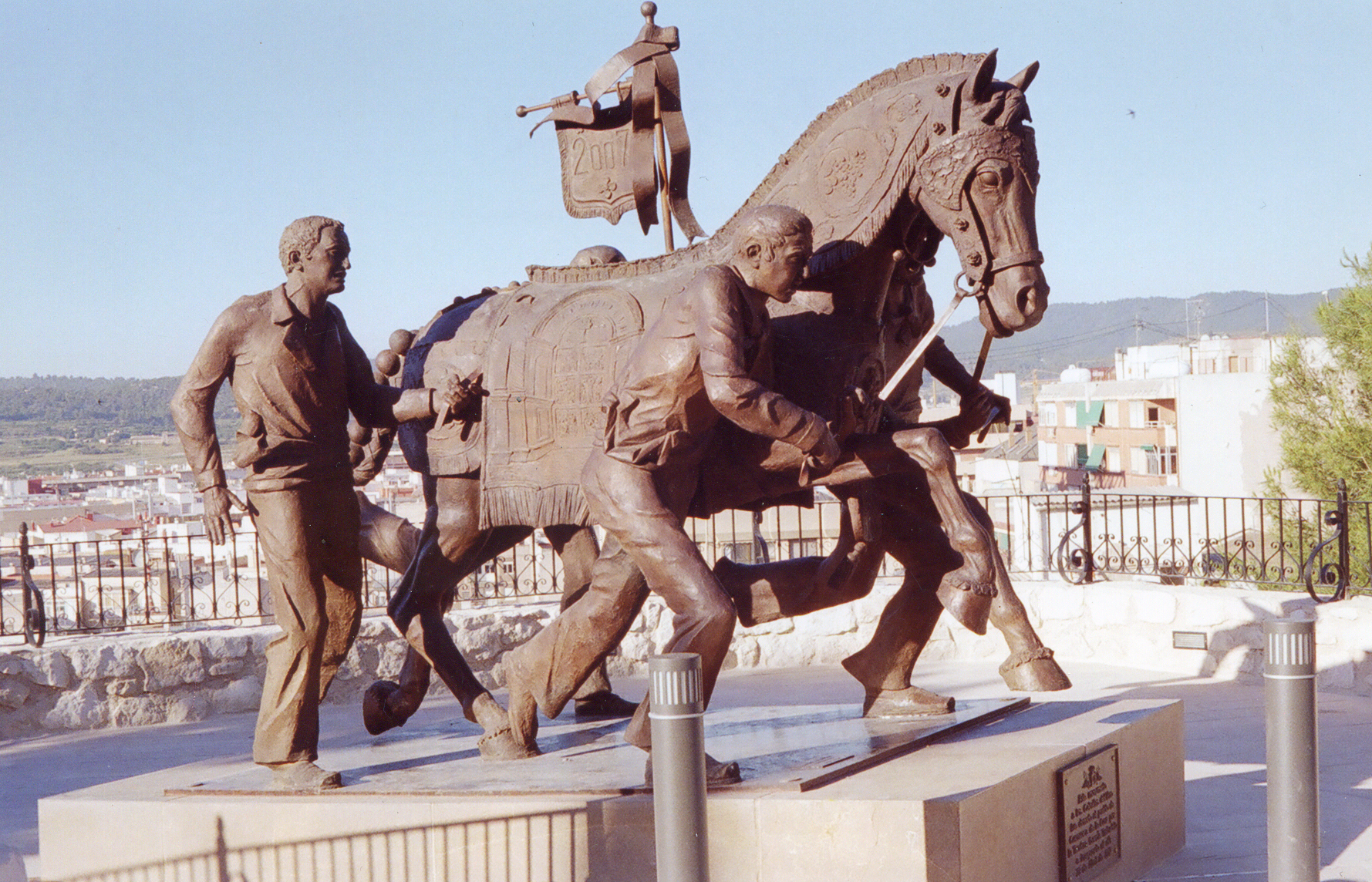
Monumento a los Caballos del Vino.

Las Fiestas Patronales de la Santísima y Vera Cruz de Caravaca se celebran del 1 al 5 de mayo en esta localidad del noroeste de la Región de Murcia en España. Están declaradas como Patrimonio Inmaterial de la humanidad por la UNESCO. Las fiestas conmemoran la aparición de la Santísima y Vera Cruz de Caravaca, que según cuenta la leyenda acaeció en 1231. Durante estos cinco días se celebran ritos ancestrales acompañados de los festejos de moros, cristianos y Caballos del Vino. El festejo de los Caballos del vino ha sido declarado Patrimonio Inmaterial de la Humanidad por la UNESCO.

## 30 de abril
La víspera de las fiestas patronales comienza con la diana floreada a las 7am acompañada del sonido de las campanas de la iglesia de El Salvador. Al anochecer, Caravaca se inunda de la tradición de hacer migas, y es que a medianoche da comienzo el certamen de migas del sureste, llenando las calles del casco antiguo de vecinos y peñas que se disputan el primer puesto en este concurso. Es una noche festiva donde la música y el baile acompañan la celebración.

## 1 de mayo
Tras la larga noche de las migas, se renuevan los ánimos para celebrar desde las once de la mañana la Ofrenda de flores a la 

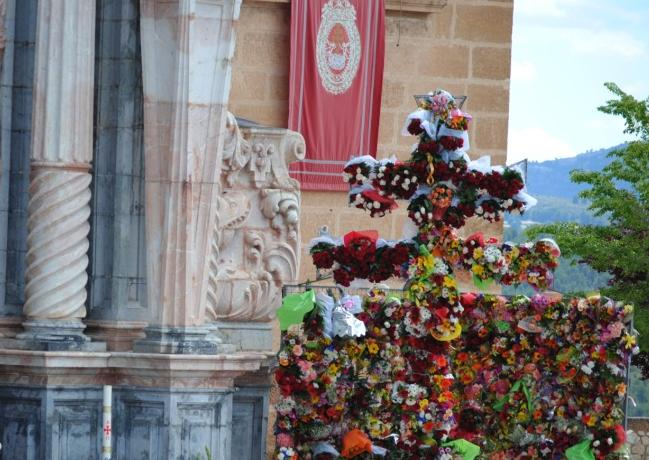
Ofrenda floral

Santísima Cruz en la explanada de la Basílica de la Vera Cruz. El pueblo de Caravaca ofrece la flor, símbolo de la primavera en la que está inmersa la fiesta, que se van colocando una a una formando una gran cruz. Esta es la mañana en la que se hace una clara alusión al vínculo de Caravaca de la Cruz con la Región de Murcia, pues es típico ofrecer las flores a la Patrona vestido/a de huertano/a. 

Por la tarde, el festejo se torna en fuerza y pasión, con los Caballos "a pelo", que recorren gran parte de la ciudad luciendo sus distintas razas, pelajes, etc. Es destacable la subida que realizan por la calle Gregorio Javier, conocida como Cuesta de las Quinielas, donde acompañados por los dos mozos, los caballos suben al galope en lo que es un anticipo de la carrera del día siguiente. Este recorrido finaliza en la plaza del Hoyo: donde la noche anterior se premiaron las migas, esta tarde se galardona la belleza, fuerza, y anatomía del caballo.

## 2 de mayo: Día de losCaballos del vino
Cada 2 de mayo, la alborada de campanas desde la torre de El Salvador pone melodía al día grande de Caravaca. Es a las cuatro de la mañana cuando los caballos se engalanan con mantos de seda y oro, en cada una de las 60 peñas caballistas que conforman el festejo. Tres horas después, son todas las campanas de la ciudad las que despiertan a los más rezagados, acompañadas de una sonora traca aérea. A las nueve, en el Templete, da comienzo uno de los ritos más antiguos de la fiesta, con siglos de historia: la misa de Aparición, en la que se rememora cómo en 1231, según tradición popular, dos ángeles bajaron las Santísima Cruz ante la mirada atónita del sayid almorávide Ceyt Abu-Ceyt, quién se convirtió al cristianismo tras asistir a tal acontecimiento. Será al finalizar la Eucaristía cuando los 60 caballos comiencen a subir por la cuesta de la Simona, que inicia el recorrido de este singular desfile, acompañados por los componentes de cada una de sus peñas. Desde el casco antiguo a la corredera, pasando por la Gran Vía, los Caballos del Vino lucen sus bordados mantos contagiando el ambiente festivo tanto al caravaqueño como al foráneo. Una vez la fiesta se ha adueñado completamente de la ciudad, el Hermano Mayor de la Real e Ilustre Cofradía de la Santísima y Vera Cruz de Caravaca asiste a recoger la bandeja de flores y purificadores, confeccionada por las Madres Clarisas, y abre el cortejo hacia la Basílica de la Vera Cruz. En el último tramo de la cuesta antes de llegar a esta fortaleza, el Hermano Mayor entrega la bandeja al alcalde de la ciudad, quién la portará hasta el interior del templo. Una vez hecho esto, suceden dos festejos paralelos: la carrera de los Caballos del Vino y la bendición del vino y las flores.

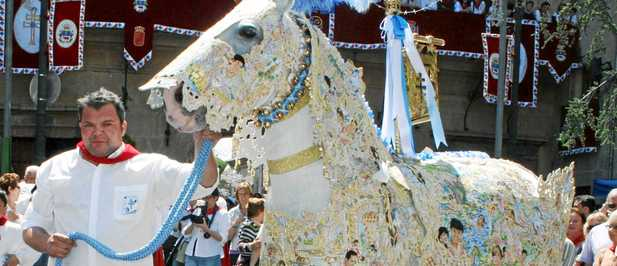
Caballos del Vino en la mañana del 2 de mayo

El caballo Histórico encara la cuesta en la que se ha de llevar a cabo la carrera, un tramo de 80 metros que terminan en el portón del castillo de Caravaca. Este caballo no compite en carrera, sino que porta el vino en pellejos hasta el interior de la Basílica. Entonces, al mismo tiempo:
- Se bendice la bandeja de flores con el vino que ha portado el caballo, así como las flores que se entregaron a la Patrona el día anterior en la Ofrenda. Esta vez, la Santísima Cruz las devuelve bendecidas al pueblo de Caravaca.

- Se desarrolla la carrera de los Caballos del Vino. Cuatro caballistas suben aferrados al caballo por la cuesta. La fuerza del animal y del hombre se funden en una sola para intentar alzarse con la victoria siendo el más rápido. Se trata de una carrera cronometrada con gran precisión, donde uno a uno van subiendo cada uno de los caballos. En los 80 metros de recorrido ninguno de los cuatro caballistas debe soltarse del caballo, de lo contrario la carrera será invalidada. 

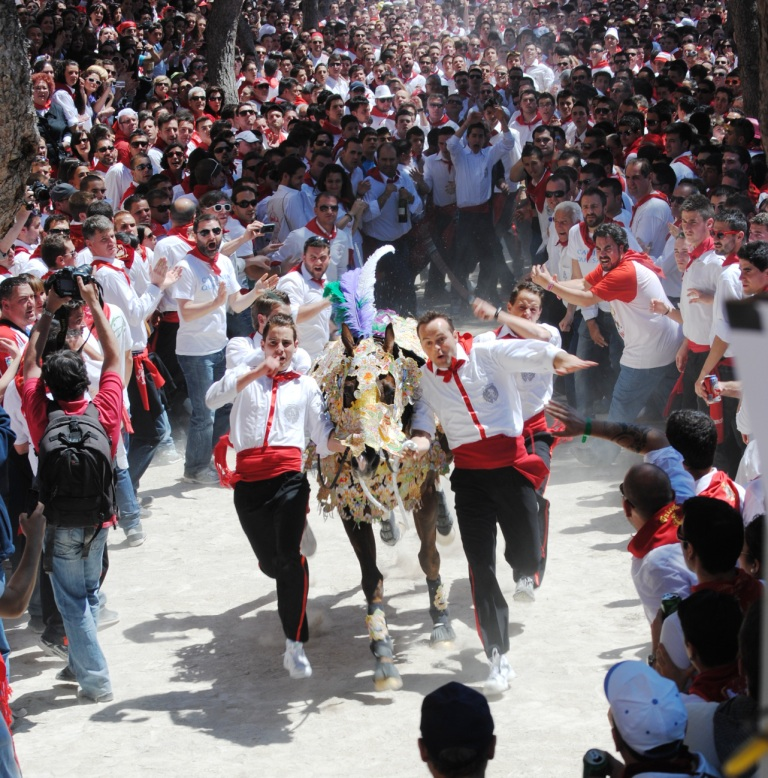
Instante de la carrera de los Caballos del Vino

Al finalizar la carrera, se otorgan los premios del concurso de Enjaezamiento, esto es, el galardón al mejor manto. Los mantos son bordados en su mayoría en la propia ciudad, y los motivos que en ellos aparecen hacen referencia a la historia y la vida de Caravaca, los rostros que podemos ver en los mantos corresponden a personas reales, generalmente vinculadas a la fiesta. Por tanto se trata de una ardua tarea que lleva el trabajo de todo un año.
Una vez finalizado el festejo de los Caballos del Vino, que se prolonga más allá de las cinco de la tarde, se da paso a los moros y los cristianos. Tras el breve descanso a media tarde, Caravaca continúa su fiesta alrededor de las 20h. Es entonces cuando kábilas moras y grupos cristianos suben a la fortaleza para luchar por el dominio de Caravaca. Junto a las murallas del castillo, se lleva a cabo el simulacro de batalla entre ambos, y haciendo honor a la historia, son aquellos con la media luna en su estandarte los que se alzan con la victoria.
Posteriormente, cuando cae el sol, es el momento de que la Patrona de Caravaca salga de la Basílica para permanecer fuera tres días. Son los tres días restantes de las fiestas en los que la Cruz de Caravaca visitará al pueblo. Durante la Solemne procesión la Cruz irá en su carro de plata, custodiada por los Armaos, caballeros fruto de la leyenda de los cascos floridos, que nos narra cómo unos valientes hombres defendieron hasta la muerte a la Santísima Cruz en tiempos tumultuosos de los árabes. Dicha leyenda cuenta cómo el pueblo de Caravaca subió al Castillo tras la cruenta batalla y contempló a los guerreros yacentes en el suelo, con flores brotando de sus cascos.
La Cruz de Caravaca llegará hasta la iglesia de El Salvador, donde será velada toda la noche

## 3 de mayo: Día de la Santísima Cruz
Otro de los ritos más antiguos, y quizá el primero con el que empezase a celebrarse la fiesta, es la Misa Pontifical de la mañana del 3 de mayo. Se celebra en la renacentista iglesia de El Salvador, y es oficiada por el Obispo de la Diócesis de Cartagena. A lo largo de los siglos esta Eucaristía ha permanecido prácticamente invariable. En el transcurso de períodos difíciles de la historia de España, o de épocas de crisis, este acto ha sido el pilar de la celebración y su esencia, cuando se daba la imposibilidad de celebrar otros actos.
Al finalizar la Eucaristía, los más pequeños de Caravaca se convierten en los protagonistas. Es el momento del desfile infantil, tanto moros, cristianos, como pequeños caballistas. Recientemente se ha comenzado a festejar la carrera de los ponis, de forma análoga a como lo hacen los mayores el día anterior.
El rito ancestral del Baño de la Cruz se celebra en la tarde del 3 de mayo. Su origen se remonta al siglo XIV, cuando, para aplacar las plagas de langosta que azotaban el Reino de Murcia se solicitó que se repartieran por los campos agua bendecida con la Cruz de Caravaca. Para ello, se introdujo la Sagrada Reliquia en las aguas de Caravaca, donde actualmente se erige el Templete Bañadero. La plaga desapareció de forma efectiva, y la voz popular comenzó desde entonces a extender el milagro, solicitando en años sucesivos que se repitiese el proceso y bendiciendo así mismo los campos de Caravaca cada 3 de mayo.

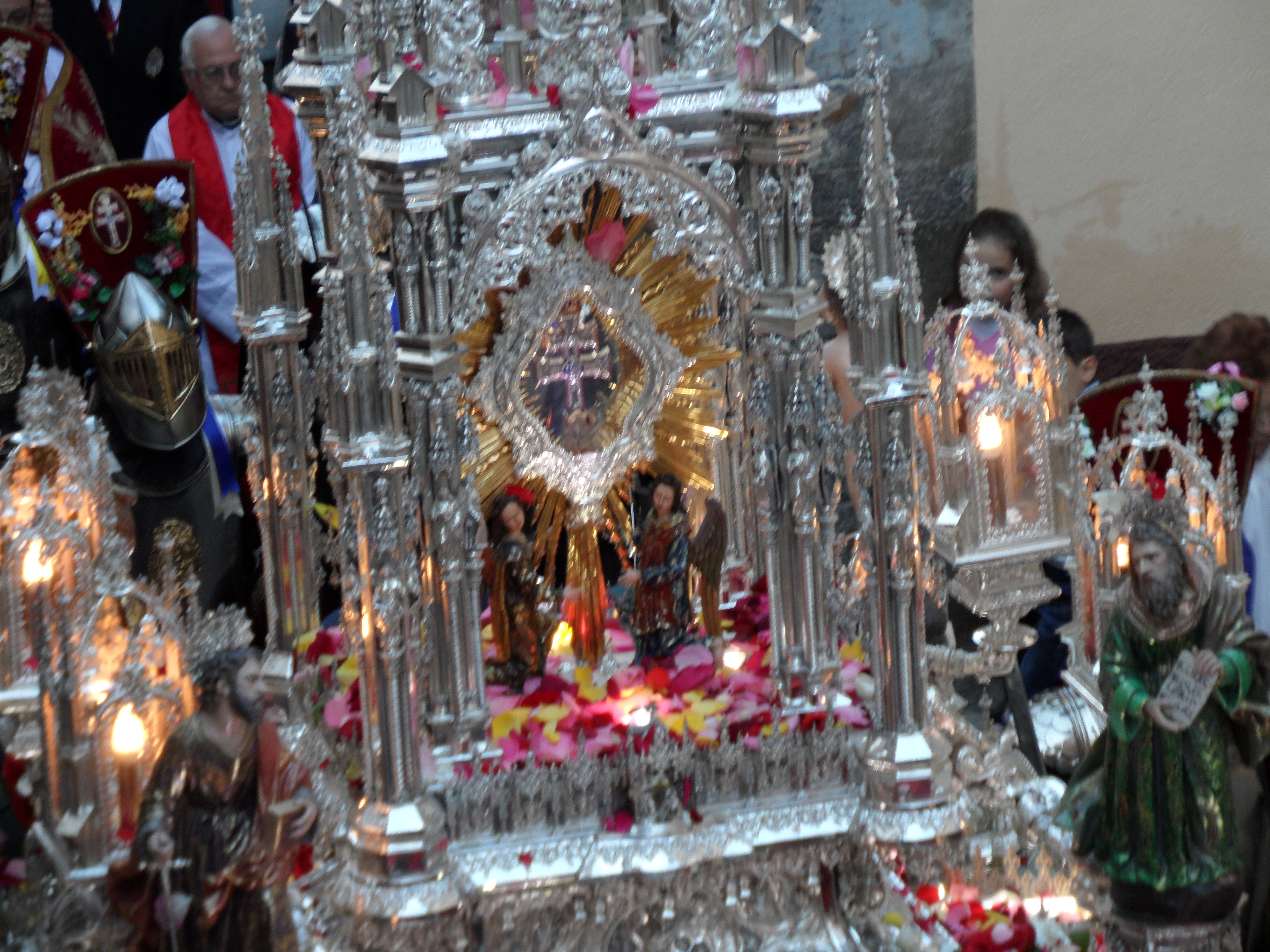
Procesión del Baño, tarde del 3 de mayo

Las Fiestas se celebran en torno a la Cruz, es por ello que cada acto viene precedido de una misa. La tarde del 3 de mayo no es una excepción, y tras la celebración, comienza el desfile de moros y cristianos desde la iglesia de El Salvador hasta el Templete recorriendo las viejas calles de la ciudad. Tras ellos, el cortejo procesional acompaña a la Santísima Cruz, que realiza el mismo recorrido en su carro de plata. Cuando la Patrona llega hasta lo alto de la cuesta de la Cruz, no prosigue hasta bajar al Templete, sino que se detiene para contemplar el Parlamento.
El Parlamento es un diálogo dramático entre el Sultán moro (Ceyt Abu-Ceyt) y el Rey cristiano (Fernando III) que se desarrolla junto al Templete, y es preceptivo a la batalla entre ambos bandos. El texto fue escrito a principios del siglo XX y es representado cada año al atardecer del 3 de mayo. En él, el rey cristiano intenta impedir el conflicto, pero la negativa del Sultán deriva en una cruenta batalla.
En la posterior batalla serán los cristianos los que se hagan con el estandarte enemigo. Una vez que el cristianismo ha vencido, la Santísima Cruz baja hasta el Templete, donde es el párroco de El Salvador el encargado de introducir la sagrada reliquia por los seis arcos, bendiciendo así las aguas de la ciudad. Una vez cumplido el rito, se reanuda la procesión seguida del desfile de cristianos y moros subordinados a ellos, hasta volver a El Salvador donde permanecerá la Cruz de Caravaca una noche más. Es tradicional a su término un gran castillo de fuegos artificiales, de 20 minutos de duración media, siendo el mayor de los que se ven en la localidad y de los mayores de la Región.

## 4 de mayo
A las ocho de la mañana comienza la jornada con la Santa Misa en El Salvador, para luego iniciarse la "Cruz de Impedidos". Durante toda la mañana, la Excelsa Patrona recorre la ciudad, esta vez bajo palio, entrando en las casas de aquellos enfermos o impedidos que lo hayan solicitado. De esta manera, no hay rincón de Caravaca que quede fuera del amparo de su Patrona.
A lo largo del recorrido, se hace obligada parada en el convento de las Clarisas. Allí se realiza un entrañable acto llamado "la lluvia de pétalos de rosa" hacia la Cruz desde una pequeña trampilla situada en la cúpula del templo. El recorrido finaliza en la iglesia de San Francisco. Ahí se celebra una misa a las cinco y después la Patrona se desplaza hasta la iglesia de la Purísima Concepción, donde pasará la noche, siendo velada.
Por la tarde se desarrolla el gran desfile de moros y cristianos a lo largo de la Gran Vía, que se convierte en un escenario de música, luz y color que puede contemplarse desde las tribunas. Es en este desfile cuando las kábilas moras y los grupos cristianos exhiben sus mejores trajes y coreografías. Vivan las fiestas de caravaca

## 5 de mayo
Durante la mañana se repite la "Cruz de Impedidos", esta vez saliendo desde la Purísima Concepción y finalizando en El Salvador, donde permanecerá presta a volver por la tarde a la Basílica.
La procesión final comienza a las seis de la tarde, siendo ésta en la que más fieles participan. El pueblo de Caravaca acompaña a su Patrona en su regreso a la Basílica de la Vera Cruz, donde permanecerá los restantes 362 días. A las doce de la noche, los fuegos artificiales llenan el cielo de color por última vez. Como culmen, se lanza el "Trueno Gordo", cargado de tanta pólvora que es audible a varios kilómetros de distancia. Marca el fin de fiesta. Cuando éste irrumpe en la noche caravaqueña, solo puede significar una cosa: las fiestas han terminado..

## Rasgos importantes de la fiesta
- En las tres procesiones de la Santísima Cruz, participa también la imagen de Santa Elena, precediendo siempre al carruaje-custodia de la Patrona.

- Como "pre-fiestas", se celebra cada 25 de abril la llegada del tío de la pita y tamboril, festejo popular y orientado al público infantil en el que participan los Gigantes y Cabezudos en un pasacalles que se repite hasta el día 29 al ritmo de la dulzaina. También durante las pre-fiestas, se celebran los tres sábados anteriores al pregón, el cual se realiza el domingo previo al 30 de abril, el día del Cristiano, el día del Moro y el día del Pañuelo.

- Los Gigantes y Cabezudos también acompañan otros festejos importantes entre el 1 y el 5 de mayo. Uno de los gigantes es el "Gigante Tomir", que según la tradición popular caravaqueña habitaba en las montañas cercanas.

- El festejo de moros y cristianos se celebra desde mediados del siglo XIX, en sustitución de la antigua soldadesca, que solía acompañar en las procesiones a la Patrona y cuya principal característica era el disparar pólvora. Esta costumbre no fue del agrado del alcalde de la época, quien la mandó prohibir en 1842.

- Se tiene constancia de que en 1384 ya se celebraba el ancestral rito del Baño de la Cruz.